# محمدفرهاد کلینی
محمدفرهاد کلینی (زاده ۱۳۴۰) دیپلمات اهل ایران،

## بیوگرافی
محمدفرهاد کلینی در سال ۱۳۶۲ وارد وزارت خارجه شدو بعد از آن مسئولیت‌های وابسته سفارت ایران در هاوانا، دبیرسوم سفارت ایران در مادرید، عضو هیئت میانجی گری ایران در بحران قره باغ، کاردار موقت ایران در ارمنستان، نفر دوم سفارت ایران در ارمنستان، عضو کمیته راهبردی وزارت خارجه، سفیر ایران در ارمنستان، رئیس اداره آسیا غربی، معاون کمیته سیاست خارجی دبیر خانه شورای مصلحت، مشاور معاون آسیای وزارت امور خارجه، مشاور معاون اروپا و آمریکای وزارت امور خارجه و کارداری سفارت جمهوری اسلامی ایران در آرژانتین را تجربه کرد.